# إيمان العقيلي
إيمان جمال أحمد العقيلي، صحافية فلسطينية من محافظة غزة. استشهدت بتاريخ 20-10-2023 جرّاء القصف الإسرائيلي لمدينة غزة عن عمرٍ ناهز 29 عاماً.

## التعليم والعمل
تخرجت إيمان من كلية الإعلام، جامعة الأقصى بمدينة غزة، بتخصص إذاعة وتلفزيون. نشطت في التوثيق على منصات التواصل الاجتماعي وأدارت قناة خاصة في يوتيوب.